# Merstham
Merstham är en ort i distriktet Reigate and Banstead, i grevskapet Surrey, i England. Ward hade 8 123 invånare år 2011. Merstham var en civil parish fram till 1974. Civil parish hade 3 568 invånare år 1951.